# Świstowy Róg
Świstowy Róg (słow. Svišťový roh, niem. Grosser Murmeltierturm, węg. Nagy Marmotatorony) – turnia o wysokości 2109 m n.p.m. znajdująca się w Świstowej Grani w słowackiej części Tatr Wysokich. Jest to najwybitniejsza turnia tejże grani. Od uskoku w północno-zachodniej grani Świstowego Szczytu oddzielona jest Przełęczą pod Świstowym Rogiem, a od Zadniej Świstowej Turni (najbliższej ze Świstowych Turni) oddziela ją Niżnia Świstowa Przełęcz. Podobnie jak inne obiekty w okolicy wierzchołek Świstowego Rogu jest wyłączony z ruchu turystycznego. Taternicy najczęściej odwiedzają ten wierzchołek przy okazji przejścia Świstowej Grani.

## Historia
Pierwsze wejścia turystyczne:
- Helena Dłuska, Tadeusz Pawlewski i Tadeusz Świerz, 3 sierpnia 1909 r. – letnie,
- Jadwiga Pierzchalanka i Jerzy Pierzchała, 23 marca 1936 r. – zimowe.